# Chlebowo (powiat brodnicki)
Chlebowo – wieś w Polsce położona w województwie kujawsko-pomorskim, w powiecie brodnickim, w gminie Świedziebnia.

## Podział administracyjny
W latach 1975–1998 miejscowość należała administracyjnie do województwa toruńskiego. 1 stycznia 2012 do wsi przyłączono pobliską miejscowość Piękny Las.

## Demografia
Według Narodowego Spisu Powszechnego (III 2011 r.) liczyło 150 mieszkańców. Jest szesnastą co do wielkości miejscowością gminy Świedziebnia.

## Ciekawostki
- W Chlebowie urodził się gen. Bogusław Pacek